# 밧 예올

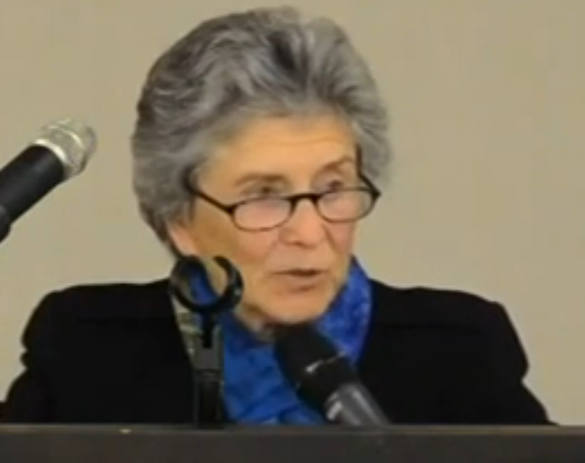

밧 예올 (Bat Ye'or, 히브리어: בת יאור 나일강의 딸이라는 뜻)은 이집트 태생의 영국의 이슬람 학자로서 중동 지역에서 이교도들이 겪었던 역사에 대해서 깊이 연구하고 있는 학자이다. 특별인 유대인과 기독교인에 초점을 맞추면서 그녀는 딤미에 관련한 여러 역량 있는 저서를 서술한 것으로 유명하다.
그녀는 유럽과 아랍인의 관계, 딤미튜드 등에 관련한 8권의 저서를 출판했으며 1985년부터 시작해 2005년 Eurabia: The Euro-Arab Axis가 출판됐다. 그녀는 지하드에 관련한 인권 문제 및 현황에 대해서 유엔에 보고하기도 했으며 조지타운 대학교, 브라운 대학교, 예일 대학교, 콜럼비아 대학교 등 세계 유수의 대학에서 관련 교육자의 적임으로 꼽힌다.
그녀는 이집트의 수도 카이로에서 태어났으며 유대인 중산층 가족이었다. 그러나 1957년 수에즈 운하 전쟁이 일어나고 시나이 반도에 이스라엘이 침략하면서 강제 추방당했고 무국적자의 신분으로 런던에 이르러 국제 난민의 지위를 겪어야 했다. 그녀의 아버지는 이태리계였고 어머니는 프랑스계였다. 당시 이탈리아로 먼저 갔지만 무솔리니의 인종차별주의 법 때문에 그는 국적을 포기해야 했다. 이전부터 이집트에 나세르 대통령이 취임하자 어머니가 팔던 상품은 프랑스 사람이라는 이유로 몰수당했고 아버지가 유대인이라는 이유로 박해 받았기에 그녀는 항상 집에만 머물러야 했고 공공 장소에 다닐 수 없었다고 한다.
그녀는 어렸을 적 겪었던 일에 대해 다음과 같이 서술하곤 한다.
나는 짧은 몇 년 동안 이집트에서 2,600년간 머물던 유대인 공동체가 파괴되는 것을 목격했습니다. 나는 수많은 가족들의 분열과 아픔을 보았고 몰수와 모욕을 겪는 그들을 지켜봐야만 했습니다. 유대인 지구의 폭격과 테러는 평화로운 우리의 삶을 바꿔버렸습니다. 나는 개인적으로 추방이라는 아픔을 겪은 자이며 국적 불명이라는 상태에서 고통받았습니다. 나는 이런 모든 고통의 근원을 찾고 싶었습니다. 그래서 나는 아랍 국가에서 수백만에 이르는 유대인이 어떤 경험을 공유하고 있는지 이해하고 싶었습니다.
그녀는 영국인 역사학자인 데이빗 리트맨과 결혼했으며 그와 자주 공동 연구를 진행하고 있다.
1971년 아랍어로 이집트에서 처음 그녀의 역사서가 출판됐다. 필명은 "Yahudiya Masriya", "이집트계 유대인"이란 뜻)로서 이집트내 유대인 공동체의 역사에 대해서 집필했다.
1980년 딤미에 관련된 책을 출판했으며 이 책에는 이슬람 율법자들과 해설가들의 딤미에 관련한 입장으 담았으며 딤미의 처우에 대해서술해 7세기부터 이어진 아랍계와 유대인의 관계, 종교적 관계에 대해 서술했다. 역사가로서 여러 무슬림 문서를 연구하면서 중세와 근대에 걸친 딤미와 일반 무슬림에 대해 파악하는 한편 외국인으로서 이해하려 했으나 이에 대해서는 이견도 존재한다.
1991년 Les Chrétientés d'Orient entre Jihad et Dhimmitude: VIIe-XXe siècle.(지하드와 딤미튜드 사이의 동방 기독교인들 : 7-20세기)을 출판했으며 딤미튜드라는 태도의 기능에 주목했다. 이러한 태도가 지하드와 이슬람 율법인 샤리아에서 어떤 식으로 작용했는지를 파악한 것으로 무슬림 권력자들의 부당하거나 불법적인 행태에 대해서도 광범하게 목록을 서술하고 있다.
2002년 이슬람과 딤미튜드라는 책을 서술해 법적 사회적 근거로서 딤미 사람들의 역경과 종교적, 역사적 행태에 대해서 서술했다.